# Gatsibo (distrito)
Gatsibo é um dos sete distritos da Província do Este, no Ruanda.